# Petráss Sári
Petráss Sári, Petráss Sarolta (Verőce, 1888. november 5. – Antwerpen, Belgium, 1930. szeptember 8.) magyar színésznő, operettprimadonna.

## Élete
Petráss István és Kiss Cecilia lányaként született. Az Országos Színészegyesület színiiskolájába járt. 1905-ben a Vígszínházban lépett fel először, majd 1906-ban a Népszínházhoz szerződött. 1907-től a Király Színházban lépett fel, itt érte el első sikereit is, majd 1910-ig Beöthy László színházainak volt a tagja. 1910-ben Bécsben, majd Berlinben, 1912-ben Londonban, majd az amerikai színpadokon aratott sikert. 1920-ban az USA-ban szerepelt. 1920-ban, 1922-ben és 1927-ben ismét a Városi Színházban, 1925-ben a Fővárosi Operettszínházban játszott.
1917 márciusában férjhez ment Sommerhoff Félix németországi gyároshoz, akinek Svájcban is nagy vállalatai voltak. 1924. április 19-én Budapesten új házasságra lépett a devoni (Anglia) születésű Gordon Crockerral, a Skót-magyar kereskedelmi társulat igazgatójával.
Népszerű operettprimadonna volt. Iskolázott hangjával, modern, pajkos és pikáns játékával a hazai és a külföldi közönséget is meghódította. Életének 1930. szeptember 8-án egy autóbaleset vetett véget a belgiumi Antwerpenben.

## Főbb szerepei
- Nanetta (Hűvös Iván: Két Hippolit)
- Bronislava (Carl Millöcker: Koldusdiák)
- Baróthy Anna (Nagypál Béla: Cigánykirály)
- Heléna (Oskar Nedbal: Lengyelvér)
- Örzsi (Szirmai Albert: Mézeskalács)
- Ilona grófnő (Lehár Ferenc: Cigányszerelem)
- Angela (Lehár Ferenc: Luxemburg grófja)
- Lucy (Jacobi Viktor: Leányvásár)